# Vitbyxad svala
Vitbyxad svala (Atticora tibialis) är en fågel i familjen svalor inom ordningen tättingar.

## Utseende
Vitbyxad svala är en liten, mörkbrun svala med något ljusare övergump, dock ej alls lika kontrasterande som hos sydlig kamvingesvala. De vita ”låren” som gett arten dess namn är mycket svåra att se i fält.

## Utbredning och systematik
Vitbyxad svala förekommer huvudsakligen i norra och östra Sydamerika. Den delas upp i tre underarter med följande utbredning:
- Atticora tibialis minima – förekommer från centrala Panama till västra Colombia och västra Ecuador
- Atticora tibialis griseiventris – förekommer från södra Colombia till sydöstra Venezuela, norra Bolivia och västra brasilianska Amazonas
- Atticora tibialis tibialis – förekommer i sydöstra Brasilien (från Espírito Santo till Rio de Janeiro och São Paulo)

## Levnadssätt
Vitbyxad svala hittas i flockar, vanligen nära skog men ibland också födosökande över intilliggande öppna områden. Den påträffas i lågland och lägre bergstrakter.

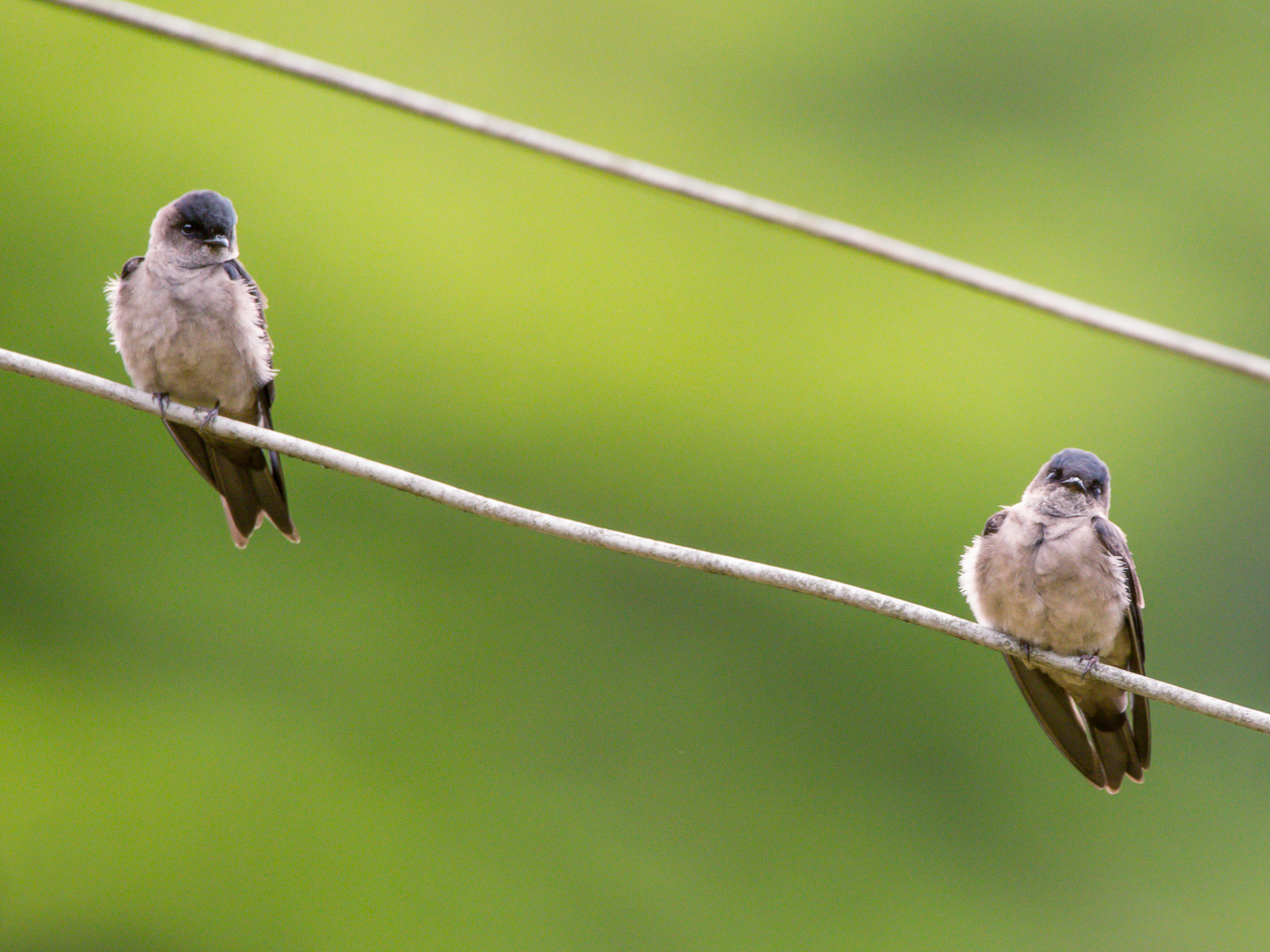

## Status och hot
Arten har ett stort utbredningsområde, men tros minska i antal, dock inte tillräckligt kraftigt för att den ska betraktas som hotad. Internationella naturvårdsunionen IUCN listar arten som livskraftig (LC). Beståndet uppskattas till i storleksordningen en halv miljon till fem miljoner vuxna individer.